# Município de McKean (condado de Licking, Ohio)
O município de McKean (em inglês: McKean Township) é um município localizado no condado de Licking no estado estadounidense de Ohio. No ano de 2010 tinha uma população de 1.523 habitantes e uma densidade populacional de 22,84 pessoas por km².

## Geografia
O município de McKean encontra-se localizado nas coordenadas 40° 08′ 56″ N, 82° 30′ 42″ O. Segundo o Departamento do Censo dos Estados Unidos, o município tem uma superfície total de 66.69 km², da qual 66,43 km² correspondem a terra firme e (0,39 %) 0,26 km² é água.

## Demografia
Segundo o censo de 2010, tinha 1.523 habitantes residindo no município de McKean. A densidade populacional era de 22,84 hab./km². Dos 1.523 habitantes, o município de McKean estava composto pelo 98,16 % brancos, o 0,33 % eram amerindios, o 0,26 % eram asiáticos, o 0,07 % eram insulares do Pacífico, o 0,13 % eram de outras raças e o 1,05 % eram de uma mistura de raças. Do total da população o 1,38 % eram hispanos ou latinos de qualquer raça.